# Martin Ursin
Hans Martin Ursin, född 26 mars 1842 i Ullensaker, död 18 mars 1916 i Kristiania, var en norsk pianist och musikpedagog. Han var son till Niels Ursin samt bror till Fredrik och Dorthea Ursin.
Ursin fick sin första undervisning av fadern, studerade därefter hos Rudolf Nathusius i Kristiania, Rudolph Hasert i Köpenhamn och Theodor Kullak i Berlin. Han var en framstående pianist och pianolärare.